# Nami Çağan
 (signalé en mai 2025).
Si vous disposez d'ouvrages ou d'articles de référence ou si vous connaissez des sites web de qualité traitant du thème abordé ici, merci de compléter l'article en donnant les références utiles à sa vérifiabilité et en les liant à la section « Notes et références ».
- Archive Wikiwix
- Bing
- Cairn
- DuckDuckGo
- E. Universalis
- Gallica
- Google
- G. Books
- G. News
- G. Scholar
- Persée
- Qwant
- (zh) Baidu
- (ru) Yandex
- (wd) trouver des œuvres sur Wikidata

Nami Çağan né le 6 février 1947 à Amasya et mort le 18 juin 1947 à Ankara, est un homme politique et universitaire turc.
Diplômé de la faculté de droit de l'Université d'Ankara en 1969, il devient assistant dans la faculté de droit de l'Université d'Ankara en 1970. Il fait son doctorat dans la même université en 1975. Il devient maître de conférences dans la faculté des sciences politiques de l'Université d'Ankara en 1984 et devient professeur de droit financier. Directeur adjoint de la haute école de justice de l'Université d'Ankara (1982-1984) et vice-doyen de la faculté des sciences politiques de l'Université d'Ankara (1987-1991), doyen de la faculté de droit de l'Université Atılım depuis 2003 jusqu'à son mort. Il est député d'Istanbul (1991-2002), ministre du travail et de la sécurité sociale (1997-1999), ministre des finances (1999) et ministre des fôrets (1999-2002).